# The Wheels on the Bus
The Wheels on the Bus er en børnesang (oversat) af Hans-Henrik Ley og der også kan bruges til en sangleg. Der findes mange forskellige vers  til sangen.
Sangen stammer oprindeligt fra USA, hvor den er kendt som "The wheels on the bus". Den Amerikanske version er skrevet af Verna Hills i 1939. En tekst på dansk er Hjulene på bussen.